# Râul Seaca Lisei
Râul Seaca Lisei sau Râul Seaca este afluent al râului Lisa în județul Brașov.

## Hărți
- Harta Județului Brașov
- Harta Munții Făgăraș  Arhivat în 8 septembrie 2013, la Wayback Machine.
- Harta Munții Făgăraș Est